# Chelsea Lawson
 (mars 2021).
Si vous disposez d'ouvrages ou d'articles de référence ou si vous connaissez des sites web de qualité traitant du thème abordé ici, merci de compléter l'article en donnant les références utiles à sa vérifiabilité et en les liant à la section « Notes et références ».
 (mars 2021).
La mise en forme du texte ne suit pas les recommandations de Wikipédia : il faut le « wikifier ».
Les points d'amélioration suivants sont les cas les plus fréquents. Le détail des points à revoir est peut-être précisé sur la page de discussion.
- Les titres sont pré-formatés par le logiciel. Ils ne sont ni en capitales, ni en gras.
- Le texte ne doit pas être écrit en capitales (les noms de famille non plus), ni en gras, ni en italique, ni en « petit »…
- Le gras n'est utilisé que pour surligner le titre de l'article dans l'introduction, une seule fois.
- L'italique est rarement utilisé : mots en langue étrangère, titres d'œuvres, noms de bateaux, etc.
- Les citations ne sont pas en italique mais en corps de texte normal. Elles sont entourées par des guillemets français : « et ».
- Les listes à puces sont à éviter, des paragraphes rédigés étant largement préférés. Les tableaux sont à réserver à la présentation de données structurées (résultats, etc.).
- Les appels de note de bas de page (petits chiffres en exposant, introduits par l'outil «  Source ») sont à placer entre la fin de phrase et le point final[comme ça].
- Les liens internes (vers d'autres articles de Wikipédia) sont à choisir avec parcimonie. Créez des liens vers des articles approfondissant le sujet. Les termes génériques sans rapport avec le sujet sont à éviter, ainsi que les répétitions de liens vers un même terme.
- Les liens externes sont à placer uniquement dans une section « Liens externes », à la fin de l'article. Ces liens sont à choisir avec parcimonie suivant les règles définies. Si un lien sert de source à l'article, son insertion dans le texte est à faire par les notes de bas de page.
- La présentation des références doit suivre les conventions bibliographiques. Il est recommandé d'utiliser les modèles {{Ouvrage}}, {{Chapitre}}, {{Article}}, {{Lien web}} et/ou {{Bibliographie}}. Le mode d'édition visuel peut mettre en forme automatiquement les références.
- Insérer une infobox (cadre d'informations à droite) n'est pas obligatoire pour parachever la mise en page.

Pour une aide détaillée, merci de consulter Aide:Wikification.
Si vous pensez que ces points ont été résolus, vous pouvez retirer ce bandeau et améliorer la mise en forme d'un autre article.
Chelsea Lawson Newman (anciennement McAvoy et Boudreau) est un personnage de fiction du feuilleton télévisé Les Feux de l'amour. Elle est interprétée par Melissa Claire Egan du 11 novembre 2011 au 26 février 2018 et depuis le 28 juin 2019 aux États-Unis.

## Histoire

### Avant son arrivée dans la série
- Après avoir perdu la garde de leur fille adoptive Lucy en juin 2011, achetée à une trafiquante d'enfants, William (Billy) et Victoria Abbott se séparent. Pendant des semaines, ils ne se parlent pas mais alors qu'une réconciliation semble proche, William quitte Genoa sans en parler à personne le 2 août 2011. Tout le monde se met alors à le chercher jusqu'au jour où Victoria reçoit un appel de la compagnie HongKong Airlines lui apprenant que William a oublié son portable dans l'avion. Elle comprend alors qu'il l'a définitivement quittée. Mais en septembre, Cordélia, la fille de William, tombe malade et les médecins lui diagnostiquent une leucémie. Il lui faut absolument une greffe de moelle osseuse alors tout le monde passe le test de compatibilité mais personne ne l'est. Alors, la famille de William et Victoria se remettent à chercher William mais c'est finalement le père de Victoria, Victor, qui le retrouve emprisonné en Birmanie pour trafic de drogue. Il lui apprend pour sa fille et lui propose un marché : il le fait libérer et en échange, il n'approche plus Victoria. William accepte à contre-cœur mais le manège de Victor ne s'arrête pas là. Il demande à Kévin (le petit-ami de la mère de Cordélia) de faire croire à tout le monde qu'il est le donneur de Cordélia étant donné que William s'avère être compatible car il ne veut surtout pas que Victoria sache qu'il est de retour. Cependant, William ne manque pas une occasion de sortir incognito quand Victor ne le surveille pas mais un jour, Cane Ashby le voit. La transplantation de Delia est un succès et quelques jours plus tard, les médecins annoncent qu'elle est guérie. Victor organise alors le départ définitif de William mais celui-ci ne quitte pas la ville et se cache dans un hôtel isolé pour lui faire croire qu'il est parti. Plus tard, il demande à Cane de le rejoindre et de l'aider à prouver son innocence, après lui avoir expliqué comment il en est arrivé là. William lui parle d'une fille, Chelsea Lawson, qui est la seule à pouvoir le faire innocenter. Cane essaie de récolter des informations sur elle mais n'en tire rien. Il décide alors de se rendre sur place. Avant de partir, William lui dit qu'il lui enverra une photo d'elle sur son portable dès qu'il aura pu la récupérer sur l'ordinateur de Victor.

### Sa rencontre avec Cane en Birmanie
- Après être arrivé en Birmanie, Cane se rend dans un bar sur une plage dont lui a parlé William. Il rencontre la serveuse, américaine, et lui demande si elle ne connaît pas à une certaine Chelsea Lawson. La serveuse lui affirme que non étant donné tous les passages de touristes étrangers dans ce bar. Seulement quelques minutes plus tard, Cane reçoit la photo de Chelsea sur son portable et se rend compte qu'il s'agit de la serveuse. Mais celle-ci s'est déjà enfuie.

### Son arrivée à Genoa avec un petit cadeau...
- Malgré les manigances de Victor, William et Victoria finissent par se retrouver et se remarier le soir de Noel. Ils partent en lune de miel juste après mais ils l'interrompent quand l'agence d'adoption (dans laquelle ils se sont inscrits pour adopter légalement cette fois un enfant) les informe qu'une mère a retenu leur profil et accepte de leur donner son bébé. Arrivés chez eux le soir du réveillon (épisode diffusé en France le 23 avril 2015 sur TF1), une femme se présente sur le pas de leur porte et demande à voir Liam. William la reconnaît : c'est Chelsea. Il la présente à Victoria en lui disant que c'est à cause d'elle qu'il s'est retrouvé en prison car c'est elle qui la piégé avec la drogue. Chelsea nie tout et annonce à Victoria qu'il l'a violé avant de leur montrer son ventre rond en leur disant qu'il est le père du bébé. Ils n'en reviennent pas. William avoue qu'il a dansé avec elle dans le bar et qu'il l'a même embrassé en pensant que c'était Victoria. Ensuite, il dit que Chelsea a drogué sa boisson et que le lendemain, il s'est réveillé entouré de policiers avec de la drogue dans son sac. Mais il affirme à Victoria qu'ils n'ont pas couché ensemble. Chelsea leur propose alors de faire un test ADN pour prouver ce qu'elle dit mais William refuse car pour lui, il ne s'est rien passé. Mais après son départ, il avoue à sa femme qu'il n'a pas de souvenir de cette nuit mais que même s'il a couché avec elle, jamais il n'aurait pu la violer. Victoria le croit mais réalise qu'il n'y aura plus d'adoption maintenant. Cependant, elle se demande comment elle a pu le retrouver en sachant qu'il ne lui a même pas donné son vrai nom. C'est alors qu'ils comprennent que c'est Victor qui l'a envoyé ici pour les séparer.
- Les jours qui suivent, Chelsea commence à se pavaner dans la ville avec son gros ventre et dit à qui veut l'entendre, dont Adam, qu'elle porte l'enfant de William, ce qui l'agace très vite. Alors quand elle débarque au Jimmy's, alors qu'il y passe la soirée avec Victoria et des amis, et montrent à plusieurs personnes (comme Chloé, Danny, Eden, Cane..) son ventre, William s'emporte contre elle et lui dit qu'il va lui réserver une chambre d'hôpital le soir même pour faire le test ADN. Le lendemain les résultats tombent : William est bien le père du bébé. Après ça, William décide de discuter calmement avec Chelsea puisqu'elle avait raison après tout. Elle lui avoue qu'elle s'amusait à piéger les touristes comme lui en Birmanie mais que contrairement aux autres, lui, lui plaisait beaucoup. Donc, elle l'a drogué et a couché avec lui de son plein gré. Elle ajoute qu'elle ne changera jamais sa version quand soudain William lui montre un appareil enregistreur. Il l'a piégé, a enregistré leur conversation et la fait écouter à Victoria. De cette manière, elle ne peut plus rien prétendre. Chelsea lui dit plus tard qu'elle accepte de s'en aller à condition qu'il lui donne 3 millions de dollars. Mais William refuse parce qu'il a un autre plan avec Victoria : faire en sorte que Chelsea renonce à ses droits parentaux une fois l'enfant né de manière à pouvoir l'élever avec Victoria. Alors quand ils la surprennent au Jimmy's en train de commander une bière, ils l'arrêtent de suite et lui propose de venir vivre chez eux, dans l'appartement de leur garage afin qu'ils puissent la surveiller. Pas très enchantée au début, elle finit tout de même par accepter. Après son installation, elle se montre plus gentille. William & Victoria pensent alors qu'elle commence à s'ouvrir à eux mais en réalité, Chelsea les berne. Derrière leur dos, elle passe un appel à quelqu'un en lui disant qu'ils sont tombés sur des bons pigeons et qu'ils seront bientôt riches.
- Chelsea commence à se montrer vicieuse, en posant des questions indiscrètes à Victoria sur les démêlés de sa famille avec la justice ou en revenant sur le fait que ni elle ni William n'aient la garde de leur enfant. de plus, elle rappelle constamment à Victoria sa stérilité et notamment lorsqu'elle passe l'échographie du 6e mois quand la gynécologue pense qu'elle est leur mère porteuse. Durant cette échographie, William, Victoria et Chelsea découvrent qu'elle attend un garçon. Chelsea se rend assez vite compte qu'elle ne pourra séparer William & Victoria alors le 2 février, elle leur annonce qu'elle souhaite qu'ils élèvent son enfant après sa naissance. Mais juste après, sa mère Anita débarque, prétextant être à sa recherche et stupéfaite de la voir enceinte. Elle s'excuse auprès de William & Victoria en disant que le père de Chelsea et elle-même, missionnaires, ne l'ont pas élevé comme ça. Elle est prête à partir avec elle mais les Abbott, qui doutent de sa sincérité, lui demandent de s'installer avec Chelsea. En même temps, William demande à Paul d'enquêter sur elle.

### Le père de Chelsea
- Peu après, Anita se rend chez Victor pour lui réclamer de l'argent mais il la fait jeter hors du ranch en lui rappelant qu'elle a un téléphone pour l'appeler. Cependant, Anita perd sa boucle d'oreille sans s'en rendre compte. Au même moment, Chelsea ressent des contractions, William & Victoria l'amènent à l'hôpital. Anita les rejoint et Nikki, également présente, constate qu'il lui manque une boucle d'oreille. Elle la retrouve dans le salon de Victor et comprend qu'il est impliqué dans l'arrivée des Lawson à Genoa. Paul découvre qu'Anita est une arnaqueuse impliquée dans de nombreuses affaires qui utilise une douzaine d'alias comme Amelia Larson et Anita Bennett. Quant à Chelsea, il découvre qu'elle aide à sa mère à réaliser ses arnaques depuis l'âge de 10 ans. Après qu'Anita a avoué que c'est bien Victor qui les a fait venir à Genoa, Chelsea révèle à Victoria qu'elle a rencontré son père en Birmanie alors qu'il faisait libérer William. Elle lui a confié qu'elle a couché avec William avant sa détention et ils ont gardé contact. Ensuite, elle a découvert qu'elle était enceinte et elle l'a appelé. C'est alors que Victor les a fait venir à Genoa avec sa mère en leur promettant beaucoup d'agent si elle arrivait à briser son mariage avec William.
- Avec toutes ces révélations, William met Anita dehors et laisse le choix à Chelsea de suivre sa mère ou de rester chez eux. Chelsea, qui ne veut pas utiliser son bébé pour gagner de l'argent, préfère rester. Anita déménage et trouve un poste de serveuse au Gloworn. Un jour, pendant qu'elle travaille, elle voit Jeffrey Bardwell et reste figée. Elle le reconnaît mais lui non étant donné qu'il souffre d'amnésie à la suite d'un violent coup sur la tête. Elle appelle Chelsea en lui disant qu'elle a retrouvé son père mais elle ne lui donne pas son nom donc Chelsea pense qu'elle ment. En même temps, William et Victoria voudraient rendre plus officiel son désir de leur confier son bébé. Elle accepte de signer les papiers relatifs à la garde du bébé avant sa venue après que les Abbott lui ont garanti qu'elle ferait partie de sa vie tout de même. De plus, ils lui promettent de l'aider financièrement après la naissance du bébé pour qu'elle rebondisse et que son fils soit fier d'elle.
- Chelsea revoit Adam et découvre qu'il est devenu aveugle. Après avoir trouvé un courrier annonçant une imminente réunion des membres du conseil d'administration de Newman Entreprises au pas de sa porte, elle le lui dit et l'emmène au siège de l'entreprise. À son retour, il lui raconte comment il a obtenu gain de cause quand il commence à ressentir une pression sur ses yeux et à avoir des flashs de lumière. Il finit par retrouver la vue, ce que son médecin trouve inexplicable et miraculeux. Chelsea est la première personne à qui il annonce la bonne nouvelle. Elle est vraiment ravie pour lui. À partir de là, une amitié sincère naît entre eux, étant tous les deux rejetés par les habitants de la ville. Elle lui confie que sa mère a retrouvé son père dans la ville mais qu'elle ne lui a pas dit son nom. Voyant qu'elle aurait vraiment aimé le rencontrer, Adam fait des recherches sur lui en secret et le 27 mars, il lui annonce qu'il a retrouvé son certificat de naissance sur lequel il est écrit que Jeffrey Bardwell est son père. Accompagnée d'Adam, elle se rend sur-le-champ au Gloworn, alors qu'il vient tout juste de se remarier avec sa femme Gloria, et le confronte. Mais il nie être son père et affirme qu'il n'a jamais vu Anita depuis qu'elle travaille au bar même s'il a des problèmes de mémoire. Chelsea est alors déçue : elle pense qu'il ment et qu'il ne souhaite pas la connaître. Cependant, ce que ni elle, ni Jeffrey, ni Gloria et ni Anita ne savent, c'est que Michael s'est procuré un de leurs cheveux pour faire un test ADN. Les résultats tombent et le test s'avère être positif. Gloria vire Anita, Jeffrey clame que le test est faux et prétend que c'est son frère jumeau décédé, William, qui est son père biologique. Personne n'y croit vraiment mais comme un doute subsiste, la version d'Anita est primordiale. Cependant, après son licenciement, elle quitte brutalement la ville sans même prévenir Chelsea. On découvre ensuite au cours d'une conversation téléphonique avec Anita que Jeffrey ment et qu'il a payé Anita afin qu'elle quitte la ville et ainsi qu'elle emporte le secret de sa paternité. Mais en même temps, on apprend, par Anita, qu'ils sont toujours légalement mariés.

### La naissance de Johnny
- Peu après, William s'en va à Los Angeles pour affaires et laisse Victoria seule avec Chelsea. Abby se porte alors volontaire pour l'aider à garder un œil sur elle. Cependant, cette surveillance quotidienne pèse Chelsea. Le 9 avril, elle décide d'aller voir Adam pour déjeuner avec lui, ce qui lui permet de se changer les idées. Mais en partant, elle oublie son portable. Adam le lui rapporte le soir-même et soudain Victoria, catastrophée de le voir chez elle, lui ordonne de s'en aller et interdit Chelsea de le revoir pour la sécurité du bébé. Celle-ci s'énerve, mécontente que Victoria veuille diriger sa vie, et remet en question le choix qu'elle a fait par rapport au bébé avant de s'enfuir. Adam, Abby et Victoria se mettent à sa recherche. Sachant qu'elle aime aller seule au lac Concorde pour réfléchir, il décide de fouiller à cet endroit et découvre que Chelsea est tombée dans le lac gelé. Il réussit à la sauver, en risquant sa propre vie, et l'emmène dans la cabane près du lac pour qu'elle se réchauffe. Mais le bébé commence à arriver et ils n'ont pas le temps d'aller à l'hôpital. Adam la rassure et l'aide à accoucher de son garçon. Le bébé ne respire pas tout de suite mais Adam parvient à le réanimer. Pendant ce temps, William rentre chez lui et trouve la maison vide. Abby l'avertit de ce qui s'est passé. Il lui dit alors qu'elle pourrait être au lac Concorde puisque c'est un endroit où elle aime aller. Quant à Victoria, elle demande de l'aide à son père qui envoie un hélicoptère à la recherche de Chelsea. À la cabane, Chelsea tombe en hypothermie. Adam place le bébé dans ses bras et appelle les secours, s'assurant qu'elle sera entre de bonnes mains, avant de s'en aller. L'hélicoptère de Victor localise la cabane, Victoria trouve Chelsea complètement groggy avec le bébé dans les bras puis arrivent William et Abby. Chelsea et son fils sont transportés à l'hôpital. Elle reprend conscience assez vite mais ne sait plus ce qui s'est passé. Quand William et Victoria lui demandent si elle compte toujours leur donner le bébé, Chelsea réplique qu'elle veut voir son fils avant de prendre quelconque décision. Elle prend alors conscience qu'elle aurait voulu le garder mais qu'elle ne peut plus désormais et lui dit au revoir. Elle renonce à ses droits parentaux sur le bébé et William et Victoria décident de l'appeler John, en mémoire de son grand-père. Adam vient ensuite la voir dans sa chambre et elle réalise que c'est lui qui la sauvé de la noyade et qui l'a accouché. Elle le remercie mais il lui demande de ne le dire à personne. Finalement, elle dit la vérité à Victoria après qu'elle s'en est encore pris à lui alors qu'il était devant la nurserie en train de regarder John. Quelques minutes plus tard, Victor lui rend visite. On découvre alors qu'il a envoyé Chelsea en Birmanie, à la base, pour qu'elle séduise William et prenne des photos compromettantes d'eux deux après avoir drogué sa boisson avec une drogue qu'il lui a donnée. Mais comme elle a échoué et est tombée enceinte alors que ça ne faisait pas partie du plan, il lui propose de quitter la ville en échange d'argent. Nikki entend toute leur conversation et finit par le quitter.
- William et Victoria sont bien obligés d'accepter qu'Adam ait changé. Ils le remercient pour ce qu'il a fait. Le lendemain, ils organisent une fête pour la sortie de l'hôpital de John, qu'ils surnomment Johnny. Avant que la fête ne débute, Adam avoue à Victoria que leur père a payé et envoyé Chelsea en Birmanie pour briser son couple. La fête se passe bien jusqu'à ce que Victor débarque. William met fin à la fête, demandant aux invités de partir. Victoria confronte son père par rapport au plan qu'il a élaboré du début à la fin pour la séparer de William, le met dehors et lui ordonne de ne plus jamais revenir. Peu après a lieu l'audience pour que Victoria puisse adopter Johnny et Chelsea, avec le soutien d'Adam, renonce officiellement à ses droits parentaux sur lui. De retour chez elle, elle craque dans les bras d'Adam et ils s'embrassent. Mais Sharon les interrompt pour souhaiter un joyeux anniversaire à Adam. Chelsea apprend donc que c'est l'anniversaire d'Adam et qu'il ne lui a rien dit. Bien que déprimée, elle décide de le fêter avec lui pour se changer les idées.

### La romance avec Adam
- Quelques jours plus tard, Adam & Chelsea croisent Victoria & Johnny au Gloworn. Chelsea ne peut s'empêcher de fixer son fils, ce qui met mal à l'aise Victoria. Quand elle va à leur rencontre pour les saluer, Victor s'interpose en lui disant que Johnny est désormais le fils de Victoria et qu'elle n'a pas à s'approcher de lui. Furieuse, elle s'en va. Adam la suit et ils finissent par faire l'amour. Victor revient à la charge en lui proposant 10 millions de dollars à condition qu'elle s'en aille de Genoa. Mais elle refuse et reste pour Adam. Ensuite, c'est William & Victoria qui, inquiets de savoir qu'elle peut chercher à reprendre son fils, lui proposent de l'aider financièrement. Chelsea comprend tout de suite qu'ils veulent qu'elle parte mais elle leur fait comprendre  qu'ils n'ont rien à craindre, qu'ils peuvent vivre tranquillement avec Johnny et que son but désormais est de devenir une personne meilleure. Cependant, très vite, elle se demande comment elle va subvenir à ses besoins. Alors, Adam lui propose de vivre avec lui dans sa chambre, pour ne pas payer de loyer. Elle décide ensuite de reprendre ses études et finit même par trouver un poste de serveuse au Jimmy's.
- Adam et Chelsea finissent très vite par se marier dans la maison de son enfance au Kansas. Ils essayent ensuite de faire un bébé. Chelsea tombe enceinte d'un petit garçon mais alors qu'Adam et elle sont en chemin vers Genoa City, ils entrent en collision avec Summer, la fille de Phyllis et Chelsea perd le bébé. Après l'accident, elle avoue qu'elle l'aurait appelé Riley.

### Dylan et Chelsea... et la naissance de Connor
- Elle se rend compte qu'elle est enceinte une nouvelle fois d'Adam mais voyant d'un mauvais œil le rapprochement Adam-Sharon, elle décide de le quitter et sur le conseil de Chloe Mitchell, dissimule la paternité à Adam. Elle trouve en Dylan McAvoy le parent parfait.

- Le 12 aout 2013, Chelsea et Dylan se marient et quelques heures plus tard, elle accouche d'un petit garçon, Terrence Connor McAvoy dit Connor. Mais les médecins lui diagnostiquent une rétinite pigmentaire, transmise par Adam.

### Dylan n'est pas le père de Connor
- Un mois plus tard, Chelsea avoue à Dylan qu'Adam est le père de Connor. Il demande alors le divorce.

### Le rapprochement de Chelsea et Adam
- En octobre 2013, Cordélia, la fille de son amie Chloé meurt percutée par une voiture. Chloé décide de transmettre les cornées de Cordélia à Connor car il risque de perdre la vue. À la fin de l'année, Adam et Chelsea se rapprochent.

### Le remariage de Chelsea et Adam et le baptême de Connor
- En janvier 2014, Adam et Chelsea se remarient  puis organisent le baptême de Connor. Ils nomment Jack et Chloé parrain et marraine de Connor. Adam change le nom de Connor en Connor Adam Newman. Ils envisagent de quitter Genoa pour aller vivre à Paris, tous ensemble.

### Adam présumé mort
Lorsque William découvre qu'Adam a renversé Cordélia, il l'amène à l'endroit où sa fille est morte . Sur le retour, ils ont un accident. Tout le monde croit qu'Adam est mort alors qu'il a payé le détective de Victor pour faire croire à sa mort . En avril 2014, elle reçoit son acte de décès . 

### William embrasse Chelsea
En avril 2014, William arrive chez Chelsea, il lui demande s'il peut entrer, elle accepte . Quelques heures plus tard, ils s'installent dans le canapé, Chelsea et lui se disputent en rigolant . William met sa main autour d'elle, il l'embrasse . Elle le repousse, gêné, elle le gifle.

### Le voyage en Australie
William décide d'enquêter sur Stitch Rayburn (l'amant de Victoria) et demande à Chelsea de l'aider. Après hésitation, Chelsea accepte. Ils partent en direction de l'Australie pour rencontrer l'ex-femme de Stitch. Arrivés en Australie, ils se rendent chez Jenna et se font passer pour des journalistes. Jenna les fait entrer pendant que William fouille l'appartement. Chelsea parle de son mari décédé (Adam) et Jenna lui répond qu'elle aurait préféré que son ex-mari soit mort (Stitch). Lorsque Stitch appelle Jenna pour lui dire que deux personnes enquêtent sur lui, Jenna les met dehors. Ils n'apprennent rien du tout sur Stitch. De retour dans leur appartement en Australie, Chelsea embrasse William mais il la repousse et lui dit qu'ils ne sont pas là pour ça. Ils continuent d'enquêter et découvrent une photo du lieu de la mort du fils de Kelly. Ils décidèrent de s'y rendre. De retour à Genoa City, William veut dire à Victoria ce qu'il a trouvé sur Stitch mais elle lui dit qu'elle va demander le divorce. Elle aime Stitch. Il part et va chez Chelsea. Lorsqu'il dit à Chelsea que Victoria demande le divorce, elle lui conseille d'accepter la décision de Victoria. Elle le prend dans ses bras. Derrière Anita Lawson les regarde et rigole.

### Chelsea, sa nouvelle vie avec William et le retour d'Adam à Genoa
Chelsea et William couchent ensemble le soir de la Fête Nationale. Le lendemain, William est serein quant à l'idée de se mettre en couple avec Chelsea mais de son côté, elle n'est pas sûre. Anita, sa mère, lui suggère d'oublier Adam et lui conseille plutôt d’essayer de consolider sa relation avec William. Chelsea et William veulent se mettre en couple mais les deux ayant encore des sentiments pour leur ex et défunt mari, s'évitent. Le 12 août 2014 Chelsea fête les 1 an de Connor avec William, Kevin et son père Jeffrey. Adam se déguise en clown pour voir son fils grandir. Mais au moment où William voit Connor avec le clown/Adam, il le prend et Connor pointe William et l'appelle "papa" ce qui met mal à l'aise Chelsea, William et Adam (dont on ne voit pas le visage). Adam rentre énervé, il ferme son ordinateur. Chelsea quitte la ville juste après avec Connor pour prendre de la distance avec William. En septembre 2014, Chelsea revient et se met en couple avec William, les deux démarrent une relation. Mais en octobre 2014, Chelsea découvre en allant coucher Connor qu'une caméra a été fixée. Elle le dit à William qui détache la caméra. Le jour d'Halloween, Chelsea dit un dernier au revoir à son mari mais une femme (Sage) arrive après que Chelsea était partie et lui rend discrètement le mouchoir d'Adam. Début novembre 2014, nous revoyons Adam, avec un nouveau visage, ce dernier, voyant qu'il ne peut plus voir son fils, retourne à Genoa sous le nom de Gabriel Bingham. Adam croise en premier Chelsea, ils se regardent. Le 31 décembre, Chelsea revoit Adam sans savoir que c'est lui. Ils discutent jusqu'à l'arrivée de William. Ce dernier trouve louche Gabriel. Il lui avoue l'avoir déjà croisé chez Jack. Chelsea lui dit qu'il n'a pas à s'en faire. Ils s'embrassent à minuit, devant Adam qui regarde.

### Le rapprochement de Gabriel et Chelsea
En janvier 2015, Gabriel se rapproche de William et Chelsea, ce que William trouve louche et commence à se méfier du nouvel associé de Jack. Gabriel commence à avoir des comportements louches envers Chelsea, en effet, il se rapproche de plus en plus d'elle, en essayant de lui montrer ses sentiments, mais Chelsea ne voit pas son jeu de séduction. Lors de la Saint-Valentin, le Penthouse prend feu et l'immeuble entier. Chelsea part avec Johnny et William reste avec Connor. Adam, venu voir Chelsea, apprend que son fils est en danger avec William, il part les sauver. Adam prend Connor et part en laissant William, il confié son fils à Chelsea. Adam revient sauver William, il réussit à le réveiller et à partir. Le lendemain, William remercie Gabriel sans savoir que c'est Adam. Il lui demande pourquoi il a dit la veille "Je ne reviens pas pour mourir une seconde fois" Gabriel/Adam dit qu'on a déjà tenté de le tuer mais que ça n'est pas réussi. William constate ensuite que Gabriel à une trace de balle tiré dans le bassin. Adam lui dit qu'une ex petite-copine lui a tiré dessus. Le 6 mars 2015 (épisode diffusé le 8 janvier 2018 sur TF1) William, à la suite des événements, demande Chelsea en mariage. Elle refuse au départ mais accepte ensuite. Adam constate plus tard qu'elle va se marier. Il a le cœur brisé et essaye de faire une déclaration en disant qu'il aimerait toujours sa femme, en faisant allusion à Chelsea sans citer son nom. Chelsea commence à douter de son mariage avec William, pensant tromper Adam. Gabriel, secrètement amoureux de Chelsea, en profite pour lui parler d'Adam en pleine forêt. Chelsea lui parle au départ d'Adam mais demande ensuite à Gabriel pourquoi toutes ces questions. Il lui répond qu'il veut savoir quel genre d'homme lui plaît et qu'elle genre d'homme était Adam. Chelsea commence à douter de Gabriel. Au même moment, Sage entretient et couche avec Nick, le frère d'Adam et l'ami d'enfance de Nick. Chelsea, écœurée de ce qu'elle fait à Gabriel, lui fait part de ce qu'elle pense. En entendant ça, Sage est sur le point de dire la vérité à Chelsea, que Gabriel est en réalité Adam Newman mais elle lui dit finalement que Gabriel à des sentiments pour elle. Chelsea n'arrive pas à le croire et va le confronter à l'Athletic Club. Gabriel lui avoue avoir réellement des sentiments pour elle depuis la première fois qu'il l'a vu. Il dit que William n'est pas un homme pour elle. Chelsea lui dit de la laisser tranquille et de ne plus l'approcher. Gabriel respecte son choix mais il vient la voir quelques jours plus tard et trouve Anita, la mère de Chelsea. Elle apprend que c'est lui qui a sauvé son petit-fils et qui a des sentiments pour Chelsea. Adam essaye de s'expliquer avec Chelsea  et lui dit qu'il l'aime sincèrement et qu'elle ne devrait pas être avec William. Chelsea lui avoue plus tard que Connor est malade, Gabriel l'accompagne. Ils sont soulagés de voir que Connor va bien. Le 15 avril, William revient de son déplacement. Gabriel lui avoue que William est un lâche et qu'il n'est jamais là pour Chelsea et qu'il est toujours amoureux de son ex Victoria (elle est présente). William lui dit qu'il profite de la situation pour essayer de se rapprocher de sa fiancée. Il lui dit ensuite que les agissements de Gabriel sont les mêmes que ceux d'Adam et qu'il se comporte exactement comme lui. Gabriel/Adam le frappe, William le frappe ensuite. Ils se battent jusqu'à l'arrivée de Stitch qui les interpose. Gabriel va ensuite voir Chelsea et lui explique qu'il s'est fait frapper par William mais que c'est lui qui a commencé. Chelsea, inquiète, va voir William a l'Athletic Club mais le trouve en train d'embrasser Victoria. Chelsea, jalouse, part et pour se venger, elle couche avec Gabriel (épisodes diffusés le 20 et 21 février 2018 sur TF1). Le soir, elle va voir William et essaye de s'expliquer avec lui mais William ne lui laisse pas le temps de s'expliquer et lui dit avoir embrassé Victoria à la suite des événements. Chelsea lui demande s'il va se remettre avec son ex, il lui dit que non et qu'il veut passer les soixante prochaines années de sa vie avec elle. Chelsea va ensuite voir Gabriel et lui dit les vraies raisons pour lesquelles elle a couché avec lui. Gabriel, assez euphorique, lui dit qu'elle ne pourra pas se marier car elle l’a trompé avec lui. Chelsea lui dit qu'elle ne lui a pas encore avoué. Gabriel s'empresse d'aller lui dire pour essayer de le narguer mais Chelsea lui dit qu'il est en réunion. Elle lui dit pour finir d'oublier leur relation. William croise Chelsea et Gabriel, et lui dit qu'il s'en fout de Gabriel, il veut passer sa vie avec Chelsea.

### Chelsea apprend la vérité
Adam finit par avouer à Chelsea qui il est. Profondément perdue, la jeune femme ne sait pas quoi penser. Elle est à la fois heureuse de retrouver son mari mais elle lui en veut également pour ce qui est arrivé à Cordélia. Malgré tout ça, elle ne peut se résoudre à le dénoncer à la police car elle l'aime encore passionnément. Lorsqu'elle apprend qu'il a couché avec Sage et qu'il risque d'être le père de son enfant, elle se sent trahie et entre dans une colère noire. Elle avoue à Adam qu'elle ne veut plus qu'il voie Connor. Perdu, Adam finit par l'enlever mais le ramène à Chelsea au dernier moment. La jeune femme lui annonce qu'elle veut qu'il sorte de sa vie et lui demande de partir. Elle fond en larmes.

### Les retrouvailles avec Adam
- En août 2015, Chelsea, qui a accepté, de garder le secret d'Adam (à contrecœur), décide d'emménager à Paris avec Connor et Adam, afin d'oublier cette pression qui lie Gabriel / Adam à Newman Entreprises et à Victor. Ils fêtent les 2 ans de leur fils là-bas. Mais leur séjour fût de courte durée lorsqu'Adam, submergé par le travail, décide de revenir à Genoa et Chelsea a reçu une proposition de Jack qui souhaiterait racheter son entreprise mais Victor stipule que "Chelsea 2.0" était toujours relié à Newman Entreprises et ce dernier souhaiterait qu'elle revienne travailler à Genoa. En septembre 2015, Adam s'allie avec Ian Ward afin de faire tomber son père, il met en place le projet Paragon, un virus qui permettra de détruire Newman Entreprises. Lorsque Chelsea l'apprend, elle décide de révéler la vérité à William. Dans la même soirée, Phyllis apprend à Victor que Gabriel est Adam et qu'il est le responsable du virus Paragon. Victor et William vont par la suite confronter Adam. Après cet évènement, Adam est arrêté mais Victor le libère sous caution. Avec Chelsea et Connor, Adam vient au mémorial des 2 ans de la mort de Cordélia mais Chloé se présenta, avec une arme, prête à tuer Adam. Mais Chelsea s'interpose. Finalement Chloé ne tire pas. Le 23 octobre 2015 (diffusé en août 2018 en France), Adam est condamné à 10 ans de prison, mais au moment où Adam se fait transférer, il est renversé par une voiture noire (Chloé). Adam est transporté à l'hôpital. Le soir d'Halloween (diffusé début septembre 2018 sur TF1), un incendie à lieu au Belvédère, le nouveau restaurant inauguré chez Newman E. Chelsea et Connor font partie des protagonistes de cette soirée. Bien qu'Adam, menotté et prêt à partir en prison le lendemain, s'échappe de l'hôpital avec l'aide de Michael. Il réussit à sauver sa femme et son fils et affronte Ian Ward. Après cet incident, Adam part en prison mais est libéré rapidement, innocenté par Christine (accident non intentionnelle) et d'une agression en prison.

- En 2016, Adam et Chelsea ont retrouvé une vie normale avec leur fils Connor jusqu'au jour ou Sage est décédée. Après son décès et la remise du testament de Sage adressé à Adam, ce dernier lui avoue que Christian était son fils biologique et non celui de Nick. Au même moment, Nick découvre le journal intime de Sage et accuse Adam du "meurtre" de Constance Bingham, survenu 1 an et demi plus tôt. Adam est incarcéré au centre pénitentiaire de Walworth en juillet 2016. Pendant ce temps, Chelsea, convaincue de l'innocence d'Adam, cherche des preuves avec l'aide de Michael et de Dylan. C'est au même moment que Chloé revient dans sa vie, accompagné de sa fille, Bella Mitchell et avec de nouvelles ambitions. Chelsea, voyant qu'elle a changé, décide de l'héberger chez elle. A la mi-août 2016, Dylan retrouve les pages du journal manquantes (celles qui innocentent Adam du meurtre). En apprenant ça, Chelsea court l'annoncer à Adam en prison. Cependant, en voulant lui annoncer la nouvelle, Adam, atteint par tous les évènements, fait face à des hallucinations ou il voit Victor constamment. Il finit même par agresser un gardien, croyant que c'était Victor qui lui maudissait de ses péchés. Après cela, Adam, innocenté pour le meurtre de Constance, est finalement condamné à 10 ans de réclusion criminelle pour avoir agressé un gardien. Mais, au moment du transfert d'Adam en prison, Victor met en place un stratagème d'évasion et réussit à "enlever" Adam pour lui permettre de vivre sa liberté. Il se réfugie dans un chalet, ou Victor lui donne un téléphone jetable et une fausse identité. Victor l'annonce à Nikki qui va l'annoncer à Chelsea discrètement. Chelsea, Adam et Connor se retrouvent en famille, projetant de s'enfuir le lendemain vers une nouvelle vie.

### Décès d'Adam, rapprochement avec Nick et vérité sur la mort d'Adam
- Le 1er septembre 2016, Adam, avec Chelsea et Connor, prévoient de s'enfuir de Genoa City afin de démarrer une nouvelle vie. Mais un imprévu empêche cela : Chloé, qui a entendu la conversation de Chelsea et Nikki, finit par trouver le repère d'Adam et l'assomme avec un tranquillisant pour animaux, puis elle coupe le gaz et fait exploser le chalet sous les yeux de Chelsea, Connor et Nicholas. Adam meurt des suites de cette explosion (épisode diffusé le 11 juillet 2019 sur TF1). Après la mort d'Adam, Chelsea à du mal à s'en remettre. Nicholas, lui aussi devenu veuf quelques mois plus tôt à cause de la mort de Sage, se rapproche de plus en plus de Chelsea.

- Le soir d'Halloween, Nick découvre avec effroi que son fils Christian est en vie. Chelsea va l'annoncer à Victor, ce dernier qui lui rappelle que c'est le fils d'Adam et non celui de Nick et qu'il faut garder le secret afin de ne pas blesser Nicholas, Chelsea accepte. Le soir du nouvel an, Chelsea et Nick, qui discutent de leur situation et de leurs sentiments, finissent par s'embrasser mais mettent rapidement un terme à cela avant que ça n'aille trop loin, tout en continuant à se fréquenter amicalement. Ils se mettent en couple finalement quelques mois plus tard, en mars 2017.

- Peu après, Nick reçoit un héritage de Constance, qui était initialement dû à Sage mais remis à Nick à cause du décès de Sage. Nicholas commence à se poser des questions sur cela. Plus tard dans la soirée, il croise Scott Grainger, qui lui dévoile que Chloé aurait retrouvé la joie 6 mois plus tôt, soit au moment où Adam est mort, ce qui commence à interroger de plus en plus Nick. Au même moment, Chelsea parle à Chloé d'Adam, et Chloé lui parle sans mégarde du chalet ou Adam était caché, ce qui interroge Chelsea sur la connaissance de ce chalet isolé sans vraiment la suspecter. Nick raconte à Chelsea ce que Scott lui a dit et parle de ses suspicions envers Chloé, mais Chelsea refuse de croire qu'elle serait impliquée dans le meurtre d'Adam. Il finit par trouver un traceur GPS dans la peluche préférée de Connor, ce qui pousse encore plus Nick dans ses recherches. Il organise un enterrement de vie de jeune fille pour Chloé à l'Underground pour son mariage (en réalité pour la piéger et la faire avouer son meurtre). Il réussit, en vain. Mais Chelsea, qui refuse de croire à ses suspicions, demande à Nick d'arrêter les recherches sur Chloé et lui "interdit" de venir à la cérémonie de mariage de Chloé et Kevin lorsqu'elle apprend qu'il a organisé cette fête pour lui faire avouer son meurtre. Mais lorsqu'elle demandait une épingle pour recoudre sa robe, Chelsea trouve l'alliance d'Adam dans un tiroir dans la chambre de Chloé. Elle en déduit que Chloé est réellement la meurtrière d'Adam. Elle va la confronter sur ce sujet, sans résultat au départ puisqu'elle est sans cesse interrompue. Elle décide de finalement lui tendre un piège : remplacer l'alliance de Kevin par celle d'Adam, pour montrer à Chloé qu'elle sait désormais que la mort d'Adam était un meurtre et non un accident et que Chloé est la meurtrière. Cette dernière s'en va, bouleversée, Chelsea la suit dans sa chambre ou elle va la confronter avant qu'elles en viennent aux mains. Finalement, Chloé assomme Chelsea et réussit à s'enfuir. Chelsea est retrouvée, inconsciente par Kevin et le père Todd (le frère de Paul), mais elle se réveille assez vite et s'empresse d'aller avouer la vérité sur le meurtre d'Adam. Chloé réussit à s'enfuir de Genoa City avec l'aide de Victor, sans que Chelsea le sache.

- Quelques semaines plus tard, Chelsea, plus déterminée que jamais à retrouver Chloé, croise par hasard Jordan Wilde à l'Underground, son ancien complice à l'époque ou elle n'était qu'une arnaqueuse. Elle lui demande de l'aide pour faire de faux passeports afin de retrouver Chloé, mais sans résultat final puisqu'un des contacts de Jordan est décédé, et les deux autres ont changé de vie. Chelsea trouve alors le passeport que Victor lui avait fait lorsqu'elle allait s'enfuir avec Adam et Connor. Avec l'aide de Nick, ils partent dans l'hôpital psychiatrique ou était évalué Chloé. Là-bas, une femme leur apprend que Chloé est sortie de l'hôpital par le biais du docteur Harris. Chelsea et Nick suivent leur piste et rendent visite au docteur Harris, tout en se faisant passer pour un couple marié. Le docteur leur affirme qu'il a libéré Chloé pensant qu'elle était réellement guérie. Chelsea, douteuse, retourne chez lui vérifier, mais elle trouve un croquis à elle sur la table, ce qui la laisse penser que Chloé est réellement ici. Avec Nick, ils montent un stratagème qui pousse à attirer le docteur Harris dans leur chambre, pendant que Chelsea va voir Chloé. Mais à son arrivée, Chloé est sur le sol. En faisant venir par la suite le docteur Harris, ce dernier affirme à Chelsea que Chloé est morte, probablement par suicide.

### Un vol qui mène à la vérité sur l'identité de Christian
- Fin janvier 2018, Nick, qui se charge désormais de loger les plus démunis dans des logements à bas prix, rénove la salle de bains de Chelsea. Il y trouve des billets dans le conduit d'aération et les apporte au poste de police. Confirmant qu'il s'agissait bien de l'argent d'Adam et non de l'argent sale, il décide de donner cet argent à Chelsea. Quelques jours plus tard, Phyllis et Lauren apprennent qu'une personne pirate Fenmore et vend illégalement les produits Chelsea 2.0. Phyllis l'apprend à Nick et Chelsea et engage par la suite J.T., qui ne trouve pas son plaisir chez Chancellor Industries, dirigé par Cane. J.T. découvre que la personne qui est à l'origine de ces escroqueries s'appelle Alexandra West, mais il apprend également que cette personne est décédée il y'a une quinzaine d'années, ce qui explique que quelqu'un a usurpé son identité, dont son compte bancaire. Phyllis et Lauren souhaitent rendre l'affaire public, mais Chelsea s'y oppose, prétextant que cela ne servirait à rien. Phyllis commence à trouver l'attitude de Chelsea étrange et en parle à Sharon. Elle se rend plus tard chez Chelsea et l'emmène au Néon Ecarlate ou elle lui fait part de ses hypothèses et de ses soupçons. Phyllis pense qu'un membre de chez Chelsea 2.0 se cache derrière le nom d'Alexandra West et que cette personne est responsable du faux site-mirroir de chez Fenmore's et des vols d'articles de chez Chelsea 2.0. Mais Chelsea refuse tout de même que cette affaire aille plus loin, ce qui confirme les soupçons de Phyllis la concernant. Cette dernière revient encore chez Chelsea et Nick en tentant une seconde fois de convaincre Chelsea d'utiliser un détecteur de mensonges. Voyant clair dans son jeu, Chelsea lui demande des explications et Phyllis lui fait part de ses soupçons la concernant. S'ensuit une dispute entre les deux femmes que Nick vient interrompre.

- Bien que Phyllis veuille persuader Nick que Chelsea n'est pas toute blanche dans cette affaire, Nicholas croit Chelsea et la défend contre ces accusations. Cependant, il commence à douter de sa sincérité, notamment lorsqu'il apprend par Sharon que Chelsea est allée au cimetière parler à Adam. Il fait le lien avec l'absence de Chelsea lors de leur dîner. Nicholas fait ensuite part à Phyllis de ses doutes concernant la sincérité de Chelsea. Phyllis lui parle de l'argent que Nick et Chelsea ont découvert dans leur appartement et du fait que Chelsea pourrait l'avoir placé dans la morgue funéraire d'Adam. Afin d'en avoir le coeur net, ils se rendent au cimetière ou ils ne trouvent rien incriminant Chelsea. Nick ordonne à Phyllis d'abandonner ses poursuites concernant Chelsea. Mais il n'arrive pas à passer outre au fait qu'elle lui ait menti et part lui demander des explications concernant l'argent d'Adam et son implication dans le vol d'articles de Fenmore's et de Chelsea 2.0. Chelsea nie être impliqué mais n'admet pas être responsable de ce dont on l'accuse.

- Quelques jours plus tard, Chelsea demande Nick en mariage après que ce dernier lui ai fait part de ses sentiments. Chelsea envisage d'adopter Christian et Nick envisage d'adopter Connor. Chelsea et Nick ne veulent cependant pas précipiter les choses mais ils souhaitent l'annoncer lors de la réunion de famille organisé par Noah à la tour Newman. Lors du rendez-vous organisé par Noah, Victor, Nikki, Nick, Chelsea et Sharon sont présents. Noah leur annonce qu'il quitte la ville pour aller travailler en Inde et en voulant porter un toast au départ de Noah, Sharon constate la bague de Chelsea et comprend qu'ils se sont fiancés. Cela étonne Sharon et particulièrement Victor. Phyllis et William, qui ont confirmation que c'est bien Chelsea qui est responsable du vol d'articles de Chelsea 2.0 et du vol d'argent de Fenmore's, se rendent au Belvédère ou ils la croisent. Ils apprennent qu'elle et Nick sont désormais fiancés. Phyllis part à nouveau confronter Chelsea pour lui dire qu'elle a la confirmation que l'argent retrouvé dans son appartement est le même qui a servi à détourner les fonds de son entreprise et de celle de Lauren et lui ordonne de quitter Nicholas. Etant coincée avec ce que Phyllis à découvert, Chelsea lui révèle qu'Adam est le véritable père de Christian, et que si Nicholas venait à être au courant, cela l'anéantirait.

- Même avec les révélations de Chelsea, Phyllis pense que cette dernière bluffe et afin d'en avoir le cœur net sur cette histoire, elle parle des révélations de Chelsea à Sharon. Phyllis n'est pas convaincue de la sincérité de Chelsea dans ses aveux mais Sharon pense qu'il y'ait une part de vérité dans cette "hypothèse", ajoutant le fait que Sage et Adam ait été très proches à l'époque où Adam se faisait passer pour Gabriel Bingham. Phyllis décide de rallier Sharon dans ses recherches. Sharon apporte le dossier médical de Sully et Phyllis mandate Kevin pour les aider à obtenir l'ADN d'Adam. Il refuse de les aider mais leur donne le mot de passe du système des données du poste de police. Sharon s'en charge.  A son retour, elle et Phyllis en déduisent que Christian est bien le fils d'Adam. De son côté, Chelsea, sentant le danger signé Phyllis, cherche à se marier rapidement avec Nick pour couvrir ses arrières. Ne voulant pas répéter les mêmes erreurs qu'avec ses différentes ex excepté Sharon (particulièrement à cause de Faith), Nick refuse de précipiter la date de leur mariage. N'arrivant pas à trouver un compromis pour leur mariage, Chelsea arrive tout de même à convaincre Nick d'accélérer le processus d'adoption de Christian et Connor.

- Phyllis part par la suite confronter à nouveau Chelsea, et lui apprend qu'avec Sharon, elles ont découvert la vérité sur la paternité de Christian. Chelsea, qui reconnaît être responsable de ce dont on l'accuse, tente de persuader Phyllis de ne pas dévoiler la vérité à Nick. Phyllis accepte de lui laisser le bénéfice du doute, temporairement. En revanche, Sharon souhaite avouer la vérité à Nick, en vain. Lors d'une discussion au Néon Ecarlate, Sharon est sur le point de dévoiler la vérité à Nick, lorsque Phyllis intervient et invente une excuse afin d'empêcher Sharon de dévoiler le secret. Plus tard, Nick se rend au Belvédère ou il croise Chelsea. Il lui explique être confus du fait que Sharon souhaitait lui dévoiler quelque chose. Chelsea comprend vite que Sharon souhaite dévoiler la vérité à Nick. Lors de la fermeture du Néon Ecarlate, Sharon contacte à nouveau Nick ou elle est sur le point de lui dévoiler la vérité lorsqu'elle reçoit un coup sur la tête. On découvre que c'est Chelsea qui a assommé Sharon. Sentant que l'étau pourrait se refermer autour d'elle et avec toutes les multiples accusations, Chelsea vole l'argent de la caisse du Néon Ecarlate et réussit à s'éclipser. Nikki, de passage, découvre Sharon au sol et appelle les secours. Nicholas, qui venait voir si tout allait bien après que leur conversation soit interrompue, voit également Sharon inconsciente et transporté à l'hôpital. Nick et Nikki s'y rendent, accompagné de Mariah plus tard. Chelsea prépare ses valises et avant de partir, adresse une lettre à Nick ou elle dévoile la vérité sur le site-miroir, sur la paternité de Christian et fait ses adieux à Nick. Elle se rend au ranch Newman pour récupérer Connor et Christian, prétextant à Nikki qu'ils souhaitent partir en vacances quelques jours pour se changer les idées. Chelsea compte prendre la fuite, avec Christian et Connor. Mais elle revient rapidement sur sa décision et se dirige chez Victoria, ou elle laisse Christian au seuil de sa porte et part seule avec Connor, laissant Christian. Victoria contacte Nicholas. Mais avant de partir, il tombe sur l'alliance de Chelsea, qui montre qu'elle rompt ses fiançailles et tombe sur sa lettre, où elle explique que l'argent retrouvé dans la salle de bains appartenait à elle et non à Adam et avoue être responsable du site miroir qui vendaient les articles de Fenmore's et de Chelsea 2.0. Nicholas, mais aussi Christian n'arrivent pas à comprendre l'abandon de Chelsea et Connor. Le lendemain, il surprend à nouveau Sharon et Phyllis en pleine discussion au Néon Ecarlate et intervient. Sharon souhaite lui avouer la vérité mais Phyllis l'interrompt à plusieurs reprises. Sharon réussit tout de même à avouer la vérité à Nick : qu'il n'est pas le père de Christian et qu'Adam l'est. Nick apprend que Chelsea était au courant et que Sage l'a su bien avant de mourir, ce qui lui pousse à faire a nouveau un test ADN. Finalement, Nick a la confirmation qu'il n'est pas le père biologique de Christian. (épisodes diffusées entre le 7 janvier et le 14 janvier 2021 sur TF1).

### Le retour de Chelsea
- Bien après avoir fui ses déboires a Genoa City, Chelsea a refait sa vie loin du Wisconsin et est désormais mariée a Calvin Boudreau. Celui-ci a même légalement adopté Connor. Mi-2019, Chelsea apprend via un message vocal de Sharon puis de Nick qu'Adam, déclaré mort trois ans plus tôt a survécu a l'explosion du chalet, a refait récemment son apparition et qu'il sème la zizanie a Genoa.

- Le 28 juin 2019 (épisode diffusé le 5 mai 2022 sur TF1), Chelsea revient en ville et surprend Nick et Adam en pleine dispute, prêts a en venir aux mains. Elle est sous le choc de voir Adam bel et bien en vie. Ce dernier souhaite avoir une discussion avec elle, qui accepte au détriment de Nick qui souhaite l'éloigner le plus possible d'Adam. Ils rentrent au penthouse ou Adam prend des nouvelles de Chelsea et de Connor. Il souhaite retrouver son fils parti en colonie de vacances mais Chelsea lui annonce que c'est impossible, Connor croît son père mort et considère Calvin comme son père. Adam tente de convaincre Chelsea de laisser tomber sa vie maritale avec Calvin et de revivre avec lui mais Chelsea refuse de revenir vivre avec Adam, justifiant qu'elle et Connor ont retrouvé une stabilité depuis son prétendu décès avec Calvin et part, laissant Adam dépité. Le lendemain, elle est confrontée a Nick. Elle s’excuse a nouveau de l’avoir blessée avant son départ. Nick accepte de lui pardonner et l’invite à venir a la fête foraine du 4 juillet. Chelsea accepte et retrouve Christian. Le même soir, Nick l’invite à dîner au Society, le nouveau restaurant d’Abby. Ils prennent des nouvelles l'un de l'autre jusqu’à l’arrivée de Calvin, qui fait la surprise a Chelsea en étant en ville. Le lendemain, en rentrant dans leur suite à l’Athletic Club, Calvin dévoile a Chelsea qu’il a eu une discussion avec Adam avant de venir la voir et qu’au cours de leur discussion, il a décidé de laisser tomber son rôle de père adoptif envers Connor et a suggéré a Adam de le réunir lui et Connor, ce qui révolte Chelsea et entraîne une dispute entre les deux amoureux. Plus tard pendant la nuit, Calvin décède soudainement. Chelsea le découvre a son réveil et appelle Nick qui se rend immédiatement au Club (épisode diffusé le 12 mai 2022 sur TF1).

- Nick propose a Chelsea d'emménager chez lui, elle accepte. Adam, qui a lui aussi appris le décès de Calvin, s'empresse d'aller voir Chelsea et tient à avoir une conversation avec elle mais celle-ci refuse. Adam réitère en se rendant chez Nick et demande en quelque sorte a Chelsea de revenir vers lui malgré le fait qu'elle vient de perdre de son mari. Chelsea refuse de revenir avec Adam et le lui fait savoir fermement. Elle rend ensuite visite a Connor a son camp de vacances et lui annonce le décès de Calvin, ce qui n’enchante pas Adam qui découvre qu’elle est partie voir son fils accompagnée de Nick. En revenant a Genoa, Chelsea et Nick reçoivent la visite de Paul qui les informe que l'autopsie était inexploitable et que la piste de la mort naturelle n’est pas la seule ce qui laisse penser a la police que Calvin a peut-être été tué. Chelsea dit ne pas avoir tué Calvin. Nick pense qu’Adam pourrait être mêlé a la mort de Calvin, justifiant qu’il avait un mobile pour le tuer puisqu’il voulait récupérer Chelsea et Connor. Chelsea ne croit pas qu’Adam soit mêlé de près ou de loin au meurtre, bien que Nick veuille lui persuader du contraire. Paul reçoit les résultats de l’autopsie et rapporte a Chelsea et Nick que Calvin est décédé d’une crise cardiaque. Cependant, elle apprend par Rey qu’Adam a tenté de la faire accuser auprès de la police avec un enregistrement et part le confronter. Leur discussion tourne autour de règlement de comptes et de reproches mutuelles. Adam avoue être blessé d’avoir été rejeté pour Nick et Chelsea lui avoue en retour ne plus reconnaître l’homme dont elle est tombée amoureuse. Adam décide de couper court a la conversation et ne veut plus la revoir.

- Près d’un mois après le décès de Calvin, Chelsea reçoit la visite de Daryl, l’avocat de son défunt mari qui lui apprend qu’elle a hérité de 5 millions de dollars à la suite de la mort de Calvin. Chelsea est tout d’abord étonnée et gênée que Calvin ait pu lui remettre son héritage mais finit par accepter l’héritage laissé par Calvin, d’autant plus qu’il a créé un fonds d’investissement pour les études de Connor. Quelques jours plus tard, alors qu’Adam doit passer un moment avec Christian, il lui dévoile qu’il est son père sous les yeux de Nick qui s’emporte ensuite contre Adam. Celui-ci répond aux attaques de Nick jusqu’à le pousser a bout et faire en sorte que Sharon assiste a la scène. Au même moment, Chelsea prend des nouvelles de Connor. Après lui avoir raconté son altercation avec Adam, Nick conseille a Chelsea de ramener Connor à Genoa. D’abord hésitante, elle finit par accepter et contacte Anita afin qu’elle ramène Connor en ville. Chelsea dit a Connor qu'elle envisage de déménager de la Louisiane pour revenir habiter dans le Wisconsin et que lui aussi devrait revenir. Connor est déçu de perdre ses copains, d'autant plus qu'il a perdu Calvin et Adam. Chelsea lui avoue qu'Adam est en réalité toujours vivant et qu'il était amnésique avant de revenir à Genoa. Connor souhaite voir dans l'immédiat son père. Chelsea hésite au départ mais sous l'insistance de Connor, elle accepte de rendre visite a Adam. Ce dernier, qui refusait de voir Chelsea jusque là, revoit pour la première fois son fils depuis son prétendu décès et est touché par le geste de Chelsea. Celle-ci et son fils passent la soirée chez Adam a la demande de Connor. Le lendemain, en allant questionner Anita sur leur discussion de la veille (Chelsea lui avait proposée 1 million de dollars mais Anita a refusée), Chelsea apprend que sa mère lui a menti et que le testament de Calvin est un faux. Anita lui avoue s'être servie en prenant la moitié de l'héritage de Calvin qui est de l'argent sale avec son avocat. Chelsea est scandalisée et demande a Anita de partir de chez Nick. Anita rentre à Bâton Rouge mais rend le reste de l'héritage a Chelsea via Daryl qui lui fournit le testament avec l'héritage complet de Calvin. Chelsea accepte tout de même de signer et laisse a Daryl et Anita un petit reste de l'héritage de Calvin.

- Le 27 août se tient l’audience pour savoir si Christian part vivre chez Nick ou Adam. Mais ce dernier qui a abandonné la bataille contre Nick ne se rend pas a l’audience. Chelsea le retrouve au Néon Ecarlate et pense tout d'abord que si Adam ne s'est pas rendu a l'audience c'est pour blesser Nick mais elle remarque vite qu'il a abandonné sa demande de garde pour Christian et qu'il est peiné de la situation. Adam admet son hypothèse. Plus tard dans la journée, Chelsea et Connor croisent Adam au parc Chancellor et père et fils finissent la journée ensemble. Chelsea et Connor rentrent chez Nick le soir et retrouvent Christian qui est rentré chez lui. Ce dernier retrouve Connor pour la première fois depuis longtemps et les deux cousins jouent aux jeux vidéos ensemble avant d’aller dormir. Nick et Chelsea ont ensuite une discussion a cœur ouvert qui se solde par un baiser. Ils se remettent en couple en passant la nuit ensemble.

- Le lendemain, Chelsea croise Kevin en compagnie de Chloe, bel et bien vivante. Choquée, Chelsea demande des comptes a Chloe, celle-ci avoue regretter ses actes et lui confie avoir tournée la page concernant Adam. Malgré le mea-culpa de Chloe, Chelsea lui en veut encore de l'avoir fait culpabiliser de sa fausse-mort ces deux dernières années. Sur les conseils de Nick, Chelsea accepte de laisser passer cette histoire et de pardonner sa meilleure amie.

- Mi-septembre, Victor est soudainement déclaré mort a la suite d’une crise cardiaque survenu au ranch Newman. Nick l’apprend a Chelsea, qui l’apprend a Connor. Celui-ci est dévasté par la disparition de son grand-père. Rapidement, il est révélé que tout ceci n’était qu’une mascarade pour piéger Adam, ce qui a entraîné le départ de celui-ci (voir Adam Newman ou Victor Newman). Lorsque Nick l’apprend a Chelsea, elle lui en veut terriblement de lui avoir menti. Chelsea part avouer la vérité a Connor, qui souffre de la « mort » de son grand-père ainsi que du départ de son père qui a quitté la ville. Chelsea finit par pardonner Nick et avoue a Connor que son grand-père est en réalité toujours vivant mais avec le départ d’Adam, le comportement de Connor change. Il refuse de communiquer avec Chelsea et Nick, devient direct et agressif dans ses propos et ses agissements. Chelsea est peinée par la situation et tente de communiquer avec lui mais rien y fait. Nick lui propose de faire appel a Sharon. Chelsea hésite au départ mais finit par céder et contacte Sharon afin qu’elle rende visite a Connor, elle accepte de l’aider malgré leurs désaccords. Sharon commence a rendre régulièrement visite a Connor ce que le petit apprécie et s’ouvre plus facilement a elle. Mais son comportement ne s’améliore pas car il se fait exclure de son établissement a plusieurs reprises pour avoir manqué de respect a sa maîtresse ou encore pour avoir agressé un camarade de classe sans raison. Connor admet avec rage qu’il en veut a tout le monde de lui avoir menti puis réclame son père en pleurs. Chelsea contacte Sharon et lui demande si elle sait ou est Adam. Sharon répond qu’elle ignore mais lui dit que Phyllis est au courant. Ils finissent par avoir le nouveau numéro d’Adam et sa localisation. Chelsea ainsi que Connor l'appellent à plusieurs reprises sans que celui-ci ne daigne décrocher. Malgré ça, le comportement de Connor ne change pas et empire, il finit même par enfermer volontairement Christian dans la cabane du jardin. Lorsque Nick retrouve Christian apeuré, lui et Chelsea punissent Connor et cette dernière décide de faire revenir Adam a Genoa, selon le désir de Connor de revoir son père. Nick n'apprécie pas l'idée mais se propose d'aller le chercher à Las Vegas. Nick réussit à ramener Adam a Genoa après qu'il a appris que Connor s’est blessé en voulant jouer au super-héros, se croyant « invincible comme son père et son grand-père ». Adam rentre en ville et retrouve son fils, content de le voir mais méfiant. Adam promet a Connor qu'il ne l'abandonnera plus puis le petit demande à Chelsea et Nick s'il peut aller vivre chez son père. Chelsea accepte dans l'immédiat aux dépens de Nick qui n'apprécie pas qu'Adam approche Connor. Le soir d’Halloween, Chelsea, Nick et Christian rejoignent Victoria, William et Johnny au Néon Ecarlate. Connor doit venir plus tard avec Adam. Chelsea reçoit ensuite un appel d’Adam qui dit que Connor a un problème avec son costume, elle apprend en réalité que le petit ne souhaite pas venir et veut rester ici avec ses parents. Chelsea finit par céder et passe la soirée avec Adam et Connor avant de rentrer tard dans la soirée.

- Début octobre, Chelsea souhaite faire blanchir les 5 millions de dollars d’argent sale qu’elle a reçue de l’héritage de Calvin. Elle mandate Kevin pour l’aider et lui confie les 5 millions. 1 mois plus tard, Chelsea rencontre un homme dénommé Simon Black au Grand Phoenix qui tente une approche envers elle en l’appelant « Chelsea Boudreau ». Celle-ci est confuse et cherche à savoir comment il la connaît. Il lui explique qu’il l’a connaît via Calvin et qu’elle possède quelque chose lui appartenant : les dettes financières de Calvin. Chelsea comprend alors qu’elle est menacée et après le départ de Simon, croise Kevin et lui réclame sa part qu’il a blanchi. Kevin lui apprend en même temps que l’état du Wisconsin a saisi l’argent à la suite d'une enquête au sein de la banque ou Kevin a blanchi l’argent et qu’elle n’a plus rien pour payer les dettes de son défunt mari. Les jours suivants, Simon se rend constamment au Grand Phoenix et met la pression a Chelsea pour qu'elle puisse lui rendre son argent. Il lui laisse un délai de 48h. Chelsea trouve le délai court et essaye de piéger Simon en lui faisant croire qu'il est recherché par des agents du FBI (qui sont en réalité Chloe et Kevin). Malgré la "menace" qui pèse sur lui, Simon rétorque en menaçant de faire du mal a Connor si Chelsea ne respecte pas sa demande en lui montrant la photo du petit garçon, prise le matin même a son insu. Chelsea en parle a Chloe et Kevin et décide de ne pas céder au chantage de Simon et d'utiliser la manière forte en faisant appel aux fédéraux. Mais Simon ne croit pas a la mise en scène de Chelsea concernant les "fédéraux" et la menace sérieusement, le délai laissé par Simon étant arrivé à échéance. Il menace d'agir contre elle et Connor. Chelsea se rend chez Adam et lui soumet l'idée de partir en vacances au Kansas avec Connor dans la ferme de Hope. Adam se doute de quelque chose mais il finit par accepter mais lorsqu'il demande a Chelsea de venir avec eux, celle-ci décline en disant qu'elle a du travail au Grand Phoenix. Adam remarque bien que Chelsea paraît troublée et lui assène de questions sans qu'elle ne lui donne de réponse claire. Le lendemain, jour de l'annonce de la campagne de Nick, Chelsea est a nouveau troublée par Simon qui fait une énième apparition en menaçant Chelsea. Adam et Connor arrivent pour essayer de convaincre Chelsea de venir mais elle est a nouveau troublée par la présence de son ravisseur. Adam remarque Simon et lui demande qui c'est. Ce dernier interrompt leur conversation en réclamant a Chelsea son dû. Adam comprend qu'il est une menace pour sa famille et le confronte. Au vu de la situation, Simon s'emporte et décide de prendre en otage le Grand Phoenix en chassant tout le monde excepté Adam, Chelsea, Connor et Abby. Chelsea, qui a fait appel a Anita pour lui transférer l'argent, tente de négocier avec Simon mais celui-ci n'est pas convaincu car le montant de Chelsea est insuffisant. La prise d'otages du Grand Phoenix fait le tour des médias et la police passe un coup de fil. Paul tente de négocier avec Simon en lui demandant de se rendre mais ce dernier refuse et s'en prend a Connor. Adam décide lui-même de négocier en se proposant comme seul otage et en lui proposant une vie paisible hors du pays, lui-même étant expérimenté. Mais Simon ne croit pas aux promesses d'Adam et décide de s'enfuir avec Connor. Au même moment, Chance intervient et lui assène un coup de poing, la police intervient, tout le monde est sauvé et Simon est mis en état d'arrestation (épisode diffusé le 23 septembre 2022 sur TF1).

- Après la prise d'otages, Chelsea tente de réparer les dégâts qu'elle a infligée à ses proches et s'excuse auprès d'eux. À cause de la pression médiatique sur cette affaire, Nick décide de retirer sa candidature aux élections municipales. Concernant Connor, cet évènement réveille en lui des cauchemars incessants qu'Adam lui seul n'arrive pas à gérer, ce qui contraint Chelsea à passer plus de temps avec eux dont certaines nuits chez Adam, ce que comprend Nick mais le déplaît également par rapport à sa proximité avec Adam. Connor, censé revenir à l'école après son exclusion, ne revient finalement pas à la suite des recommandations de sa professeure, qui conseille à ses parents de lui faire cours à la maison le temps que cette histoire passe aux dessus des camarades de Connor et également de lui-même. Elle leur recommande également de le faire suivre par un psychiatre spécialisé. Désemparés, Adam et Chelsea font appel à un spécialiste qui vient rendre visite à Connor mais celui-ci ne l'apprécie pas. Adam décide de contacter Sharon et lui explique la situation, elle accepte de venir en aide à Connor, d'autant plus qu'il l'apprécie. Malgré les visites de Sharon, la situation de Connor ne s'améliore pas et ce dernier souhaite que Chelsea soit présente pour lui de façon permanente ce qui la contraint à emménager chez Adam ce qu'accepte Nick mais le déplaît également à cause de la proximité avec Adam. Nick est convaincu que son frère va profiter de la situation pour récupérer Chelsea. Au fil des jours, il est compliqué pour Nick et Chelsea de passer du temps ensemble et leur relation devient de plus en plus tendue, les seules fois où ils réussissent à se voir finissent en disputes ou en désaccords par rapport à Adam. Lorsque la situation scolaire de Connor s'aggrave à tel point qu'il est menacé d'exclusion. Adam et Chelsea sont désemparés et cette dernière demande conseil a Sharon qui la renvoie directement chez l'avocate Amanda Sinclair. Amanda conseille à Chelsea de faire changer d'école Connor.

- Avant les fêtes, Chelsea apprend par Nick qu'Adam a missionné Phyllis pour qu'elle puisse séduire Nick. En furie, elle se rend chez Adam pour s'expliquer avec lui. Le lendemain est le jour de l'anniversaire de Nick et également celui de Nouvel An. Chelsea organise un petit déjeuner surprise pour l'occasion. Nick l'en remercie puis place leur conversation sur Adam et sur celle que Chelsea a eu avec lui. Elle lui assure qu'elle l'aime et qu'Adam ne peut rien y faire mais Nick doute très fortement, ce qui entraîne une petite dispute entre eux. Nick décide de s'aérer et fête finalement son anniversaire au Néon Ecarlate en compagnie de Summer, Faith et Phyllis. Le soir, lui et Chelsea se retrouvent au Society pour fêter la nouvelle année. L'ensemble des Newman et des Abbott y sont conviées, notamment Adam. Pendant la soirée, Nick constate qu'il est en train de perdre petit à petit Chelsea et la prend a part pour discuter. Il la remercie pour tout ce qu'elle lui a apporté depuis son retour mais il décide de la quitter, jugeant qu'elle serait mieux en couple avec Adam. Chelsea encaisse la nouvelle mais accepte leur rupture. Elle rejoint Adam par la suite à son penthouse. Adam comprend qu'elle et Nick ont rompu puis profite des feux d'artifice avec elle. Le lendemain, Chelsea et Adam ont une discussion à cœur ouvert à propos de sa rupture avec Nick et a son avenir. Adam fait savoir à Chelsea qu'il souhaite reprendre leur relation tandis qu'elle souhaite prendre son temps avant de pouvoir envisager de se remettre avec Adam. Ils annoncent cependant a Connor que Chelsea s'installe à nouveau chez Adam à la suite de sa rupture avec Nick. Connor est ému de retrouver sa famille réunie. Après avoir récupéré ses affaires chez Nick, Adam et Chelsea finissent par renouer ensemble.

### Enquête sur les dessous du meurtre d’AJ Montalvo
- En février 2020 se tient le gala du cinquantenaire de Newman Entreprises. A l’occasion, les Newman ainsi que beaucoup de familles influentes de Genoa s’y rendent. Adam et Chelsea viennent également a la fête. Dans la soirée, il fait sa demande en mariage a Chelsea qui accepte de l’épouser. Mais la fête est rapidement interrompue suite a l’agression de Victoria, qui vient d’être poignardée (voir Victoria Newman ou Billy Abbott). Victoria est plongée dans le coma. Avec la convalescence de Victoria, la retraite de Victor et l’indépendance de Nick et d’Abby, Adam songe a revenir chez Newman et remplacer temporairement Victoria. Victor n’accepte pas dans l’immédiat, ce qui suscite des doutes chez Adam concernant les intentions de son père. Finalement, Victor donne le poste a Nick après que ce dernier ait changé d’avis concernant la direction de Newman. Adam est anéanti et promet de se venger de Victor.

- Adam et Chelsea décident de prendre des vacances au Kansas et emmènent Connor avec eux. Sur place, Adam retrouve une amie d’enfance a lui, Alyssa Montalvo. Ils racontent a Chelsea ce qu’étaient leur vie au Kansas. Ils apprennent qu’Alyssa travaille en tant que journaliste dans les affaires criminelles. Leur discussion mène au décès d’AJ Montalvo, le père d’Alyssa, dont la mort du défunt reste encore un mystère pour sa fille. Adam se souvient qu’AJ avait mauvaise réputation en ville et qu’il était parti en prison pour fraude fiscale une année après le décès de Cliff Wilson, le beau-père d’Adam, puis qu’AJ est décédé peu après sa sortie de prison. Alyssa explique que son père est décédé à la suite d'un mystérieux accident après être tombé du grenier de la grange. Après le départ d’Alyssa, Adam raconte a Chelsea qui était AJ : c'était un usurier qui escroquait les gens, celui-ci était condamné pour fraude fiscale mais cette accusation a été formulée car ils n’avaient pas trouvé assez d’éléments pour prouver que c’était un usurier. Peu de personnes pleuraient son décès. Adam se souvient soudainement que Victor était au Kansas au moment des funérailles d’AJ, disant qu’il était un ami de Hope. Chelsea trouve ça étrange que Victor était en ville au moment des funérailles d’AJ et pense qu’il est peut-être mêlé a la mort de celui-ci.

- Lorsqu’ils rentrent a Genoa, Adam et Chelsea se posent des questions a propos de la présence de Victor au Kansas au moment des funérailles d’AJ Montalvo et Adam souhaite chercher des réponses. Il se rend au ranch Newman ou il croise Victor en compagnie de Nikki et Nick. Adam fait son mea-culpa et raconte avoir recroisé Alyssa Montalvo puis mentionne son père mais n’obtient aucune réponse. Il constate cependant que Victor a eu une expression étrange lorsqu’il a entendu le nom d’AJ Montalvo et pense qu’il détient des informations a propos du meurtre.

- Adam apprend via une ancienne amie a lui que Cliff était endetté peu avant l’accident de voiture qui a conduit a son décès. Il partage son hypothèse a Chelsea et pense que l’accident de Cliff n’est pas anodin et qu’il a été prémédité, sans doute par AJ. Adam pense également que Cliff aurait pu indirectement demander a Victor de tuer AJ pour lui avant de mourir afin de protéger Hope et Adam. Il fait venir Alyssa en ville et lui avoue ses hypothèses a propos des circonstances de la mort de Cliff. Lorsqu’Alyssa comprend qu’Adam soupçonne AJ d’être impliqué dans la mort de Cliff, Alyssa s’en va furieuse contre Adam. Elle croise le chemin de Chelsea au Society. Cette dernière comprend a son air qu’Adam lui a fait part de ses hypothèses puis laisse échapper que son père a été possiblement tué par Victor Newman. Voyant qu’Alyssa paraît perdue, Chelsea s’excuse et s’en va. En rentrant, elle dit a Adam que leur plan a fonctionné et qu’Alyssa a sûrement mordue a l’hameçon. De ce fait, les informations que récoltera Alyssa lors de ses recherches leurs serviront dans leur vengeance contre Victor.

- Alyssa finit par accepter de travailler avec Adam. Rapidement, elle réussit à obtenir la preuve que Victor est bien impliqué dans le meurtre de son père grâce aux aveux du médecin légiste. Victor a payé le médecin afin qu’il fasse croire a un suicide. Adam comprend que son père a fait tuer le père de son amie et lui fait part de ce qu’il détient, avec des documents comme preuve. Il fait chanter son père en lui demandant de lui donner le poste de PDG. Victoria, qui vient de revenir travailler, voit sa place menacée et souhaite contre-attaquer son frère mais Victor reste stoïque. Finalement, Victor donne a Adam la place de PDG. Avec Chelsea, ils comprennent que Victor a réellement tué Montalvo.

- Rapidement après avoir pris ses marques en tant que PDG, Adam fait rédiger un article qui annonce sa nomination. Il s’attire la colère de certaines personnes, notamment Nick qui le sermonne. Le jour de la fête prénatale du bébé a venir de Chloe et Kevin, Adam (pas présent) apprend par Victoria que Victor lui a peut-être menti concernant AJ et que son bonheur chez Newman pourrait être de courte durée. Adam pense a un complot de leur part et confronte son père. Victor finit par lui avouer qu’en réalité, c’est Adam lui-même qui a tué AJ Montalvo a l’âge de 11 ans. Adam ne croit pas au dires de son père mais Victor reste sur sa position. Il décide de lui raconter en détails l’histoire : après le décès de Cliff, Hope était menacée par AJ concernant les dettes de son défunt mari. Adam ne supportait pas de voir sa mère menacée et a poussé AJ pour la protéger, ce qui a causé sa mort. Victor et Hope ont ensuite décidé de maquiller la mort d’AJ en un accident et on fait en sorte que cet évènement tragique sorte de la mémoire d’Adam, celui-ci ne se souvenant de rien.

- Adam finit par se retirer de chez Newman après recommandation de son père. Il raconte la version de Victor a Chelsea et décide de se mettre en quête de preuves pour prouver que Victor ment. Adam fait venir George, l’employé de Hope a Genoa pour contredire les propos de Victor. Adam demande la vérité a George mais celui-ci refuse. Il change d’avis lorsque Adam rassure Connor au téléphone après que celui-ci se sent rejeté par ses amis lors d’une partie de football. George confirme l’histoire de Victor : Adam a tué AJ pour protéger sa mère. Adam refuse de croire a la version de George et pense que Victor l'a contacté afin qu’il lui raconte la même histoire mais Chelsea pense que la version de George en corrélation avec celle de Victor est possiblement vraie et que celui-ci l’a caché par amour pour son fils. Adam commence a penser qu’il a réellement tué cet homme. Chelsea se rend au ranch et rapporte a Victor qu’Adam a enfin accepté la vérité concernant cette histoire. Cependant, Adam ne se souvient toujours pas avoir commis cet acte. Chelsea et Victor se mettent d’accord pour qu’Adam ne retrouve jamais la mémoire concernant la mort d’AJ. En rentrant, Chelsea apprend qu’Adam a demandé de l’aide a Sharon. Mécontente, Chelsea refuse qu’il aille voir Sharon et qu’elle intervienne pour lui, pensant qu’il n’a rien a gagner et que ça empirerait les choses. Adam accepte finalement la possibilité de ne pas faire appel a Sharon. Chelsea demande par la même occasion a Sharon de ne pas tenter d’aider Adam mais après avoir appris que cette dernière a un cancer (voir Sharon Newman), Chelsea accepte finalement qu’Adam sollicite l’aide de Sharon.

- Adam commence sa première séance avec Sharon, mais il s’avère non concluant. Chelsea pense que c’est un signe pour qu’il laisse tomber. Mais Adam réussit a entendre des voix qui remontent a cette époque lors d’une sieste et s’empresse d’aller voir Sharon, sans que Chelsea le sache. Plus tard dans la journée, Adam disparaît et ne donne aucun signe de vie. Chelsea demande de l’aide a Sharon, qui dit ignorer ou est parti Adam. Elle apprend cependant un peu plus tard qu’Adam est au Kansas dans la ferme de sa mère et que c’est Sharon qui a réussi a le retrouver en suivant son intuition. Chelsea se rend sur place et persuade Adam de rentrer a Genoa, il accepte. Il annonce a Chelsea avoir recouvré la mémoire concernant cet évènement et confirme qu’il est bien le meurtrier d’AJ Montalvo. Cependant, Adam a du mal a accepter son acte et convaincu d’avoir l’âme d’un meurtrier, il préfère quitter le domicile familial. Chelsea s’inquiète pour Adam qui est encore parti sans donner de nouvelles. Chance également, qui vient chercher des réponses a propos de l’enquête d’Alyssa Montalvo, de passage en ville mais Chelsea ne lui en donne pas. Un soir, Alyssa se rend au penthouse, cherchant Adam. Chelsea dit ignorer ou il se trouve. Alyssa dit être au courant de toute l’histoire concernant la mort de son père et être au courant qu’Adam a essayé de l’entuber en l’utilisant pour parvenir a ses fins. Elle dit qu’elle ne compte pas en rester la et qu’elle compte bien dénoncer Adam avec un article. Chelsea lui supplie de ne pas faire ça mais Alyssa reste déterminée et comprend par la même occasion que Chelsea était de mèche avec Adam. S’ensuit une dispute entre les deux femmes que Chance vient interrompre. Après le départ d’Alyssa, Chance cherche a savoir ce qu’elle cherchait. Chelsea lui explique puis lui raconte les déboires d’Adam en détails et s’inquiète de son départ. Chance lui dévoile ou est parti Adam et avec qu’il l’a croisé : Sharon. Chelsea est ravie qu’Adam n’ait pas quitté la ville et se rend au motel ou il réside pour le convaincre de rentrer. Adam accepte mais en rentrant, il décide de quitter Chelsea afin de la protéger ainsi que Connor de lui, persuadé d’avoir l’âme d’un meurtrier. Chelsea le persuade de rester et de l’écouter. Elle soumet a Adam l’idée d’envoyer Connor en pensionnat afin de le protéger de cette histoire puis elle lui apprend qu’Alyssa s’est alliée avec William afin d’écrire un article sur lui mais Adam continue de penser qu’il est préférable pour lui de partir. Chelsea décide alors d’organiser leur mariage dans l’immédiat et lui fait savoir a quel point elle l’aime et qu’ensemble ils sont plus forts. Adam finit par être convaincu et décide de rester. Ensemble, ils décident une énième fois de se venger de Victor.

- Chelsea installe l’application qui relie le mouchard qu’elle vient d’installer chez Chancellor qui leur permettent d’écouter William. Avec Adam, ils apprennent qu’Alyssa a réussi a retrouver la trace de la femme de l’homme disparu de Las Vegas et que celle-ci compte bien témoigner contre Adam. Chelsea revient sur l’idée d’envoyer Connor en pensionnat mais Adam reste perplexe quand a cette idée. C’est après une discussion favorable avec Nick, puis défavorable avec Victor qu’Adam revient sur sa décision et accepte d’envoyer Connor en pensionnat afin de l’éloigner de son grand-père. Un peu plus tard, Adam et Chelsea continuent d’écouter William et Victoria. Cette dernière lui apprend que Suzanne Fuller, la femme qui a aidé Adam a doubler les médicaments de Victor, est elle aussi prête a témoigner contre lui, Adam étant la cause de l’interdiction de son droit d’exercer. Adam décide de passer a l’offensive. Le soir même, il reçoit la visite de William qui lui informe qu’Alyssa a mystérieusement disparue et le soupçonne d’être impliqué dans sa disparition. Adam nie les faits. William lui fait alors comprendre qu’il est au courant de son crime a l’âge de 11 ans et qu’il compte bien publier l’histoire. Le ton monte entre les deux hommes jusqu’à ce que Chelsea arrive et les interrompent. Après le départ de William, Chelsea qui vient elle aussi d’apprendre la disparition d’Alyssa, demande à Adam s’il a quelque chose à avoir dedans. Adam admet indirectement qu’il l’a fait afin d’éviter que William corrobore la version d’Alyssa.

- Quelques jours plus tard, Adam et Chelsea apprennent en écoutant William que l’article à charge concernant Adam est prêt à être publié. Adam tente de bloquer la parution de l'article mais il n'y parvient pas. Un peu plus tard, Adam et Chelsea reçoivent la nouvelle : l’article a charge contre Adam vient d’être publiée (épisode diffusée le 13 avril 2023 sur TF1). L’article retrace l’histoire du Kansas puis les autres crimes qu’Adam a commis. Ce dernier est sur les nerfs et souhaite régler ses comptes avec William. Il lui intente une action en justice. Finalement, les plaintes d’Adam et de Victor sont rejetées et Chancellor gagne le procès. De plus, l’article sur Adam commet des dommages sur la carrière de Chelsea qui se voit refuser toute collaboration pour relancer son entreprise. Chelsea part confronter William lui reprochant de ne pas avoir pensé a Connor. William rejette la faute sur Adam mais Chelsea tente de le faire culpabiliser, évoquant Cordélia et la garde de Johnny. Lorsque Chelsea monte dans l'ascenseur, le courant saute chez Chancellor, plongeant l'entreprise dans le noir complet. Chelsea est coincée dans l'ascenseur et cherche un moyen de sortir. Elle souhaite s'échapper par le haut mais elle glisse, tombe par terre et s'évanouit. Au moment ou le courant revient, William trouve Chelsea dans l'ascenseur et appelle les secours. Elle rentre chez elle le lendemain et raconte a Adam ce qu'elle a vécue la veille. Il apprend qu'elle était sur les lieux dans le but de confronter William et le lui reproche. Chelsea réalise en même temps que c'est Adam qui a fait sauter le courant et se demande pourquoi Adam préfère agir seul et rejette toute aide de sa part. Adam répond que cette histoire ne concerne que lui, refuse toujours l'aide de Chelsea et s’en va. Un peu plus tard dans la journée, Chelsea reçoit la visite de Nick qui lui recommande de quitter la ville avec Adam, rejoindre Connor près de son pensionnat et refaire leur vie ailleurs. Chelsea est d'abord très remontée par Nick et son idée puis pense que c'est une bonne chose pour eux mais Adam refuse de partir. Chelsea pense également qu’Adam devrait capituler concernant sa guerre contre William mais Adam n’est pas de cet avis et pense qu’elle ne l’aime pas assez pour accepter ses choix et s'en va. Chelsea, elle, part rendre visite a Connor quelques jours.

- Chelsea revient en ville mais ne trouve pas Adam au penthouse. Elle se rend au Néon Ecarlate ou elle surprend secrètement Adam et Rey se disputer a propos de Sharon. Chelsea entend Adam dire qu'il aime Sharon et qu'il a fait son temps avec Chelsea. Blessée, celle-ci s'en va et fait ses affaires. Lorsqu'Adam rentre, il retrouve Chelsea et apprend qu’elle souhaite le quitter et s’en aller après avoir entendu sa conversation avec Rey. Adam s’explique, disant qu’il tentait de provoquer Rey car ce dernier le narguait concernant l’article qui est paru sur lui-même et tente de retenir Chelsea mais celle-ci est ferme et décide de rompre avec Adam.

### Des maux de tête a la paralysie complète du corps de Chelsea
- Après sa rupture avec Adam, Chelsea emménage au manoir Chancellor avec Chloe et Kevin. Elle passe du temps avec Miles, le petit nouveau-né de Chloe et Kevin, ce qui l'aide en partie a compenser le départ de Connor (Chelsea a cherché a nouer un lien avec Johnny, son fils biologique mais William et Victoria s'y sont opposées). D'un autre côté, Chelsea commence à avoir des maux de tête, qui se solde parfois par un évanouissement. Quelques jours plus tard, Chelsea découvre qu'Adam a décide d’opérer un changement dans sa vie en ayant volonté de couper les ponts avec les Newman et en se renommant « Adam Wilson », reprenant le nom de son beau-père, Cliff Wilson. Cependant tout le monde a du mal a croire a la volonté d'Adam de changer et pensent qu'il prépare quelque chose de dangereux. Victor part voir Chelsea et lui demande d'essayer de comprendre ce que mijote Adam. Chelsea accepte a la condition que Victor s'arrange pour qu'elle puisse voir Johnny plus souvent. Plus tard, elle se rend chez Adam pour récupérer ses dernières affaires et également se renseigner sur les plans d'Adam. Ce dernier finit par le comprendre et une dispute éclate entre eux. Chelsea finit par remarquer dans l'ordinateur d'Adam que celui-ci a l'intention de viser les bureaux de Newman Entreprises et pense qu'il s'apprête a commettre un crime. Ils se disputent a nouveau puis Adam finit par chasser Chelsea. Elle décide de prendre contact avec Chance et lui propose un rendez-vous afin de lui parler. Plus tard dans la journée, Chelsea est enlevée par un homme qui l'assomme avec du chloroforme et l'emmène dans un endroit isolé. Lorsqu'elle se réveille, elle réalise que c'est Adam qui l'a faite kidnapper. Elle tente de crier a l'aide mais rien ne se passe. En buvant une bouteille, elle est droguée et tombe dans les pommes, d'autant plus qu'elle ressent a nouveau ses maux de tête. Chelsea réussit miraculeusement a s'échapper et se rend au manoir Chancellor, ou elle rapporte a Chloe et Kevin avoir été kidnappée, sans doute par Adam. Elle apprend par la même occasion que Chance s'est fait tirer dessus et qu'il est à l'hôpital. Rey rend visite a Chelsea, lui rapporte être au courant de sa disparition puis lui informe qu'Adam est le principal suspect dans la fusillade de Chance. Chelsea lui raconte comment s'est déroulée l'histoire, de la découverte des plans d'Adam a la fusillade de Chance en passant par son kidnapping. Plus tard, Rey apprend a Chelsea qu'Adam est innocent dans cette affaire mais qu'il était en réalité visé. Chelsea comprend a ses questions que Rey le suspecte et lui assure ne pas être impliquée même si elle en veut a Adam. Juste après, elle est surprise par Adam qui réussit a rentrer par effraction au manoir. Celui-ci tient a se faire pardonner auprès de Chelsea et bien que réticente, elle revient sur sa demande de protection et décide de ne pas partir avec la police dans un endroit sur. Elle ne pardonne cependant toujours pas Adam mais le met en garde concernant le tireur. Adam pense qu'il s'agit de William.

- Lorsque Rey revient voir Chelsea en apprenant qu'elle a refusée la protection policière, il apprend qu'elle revient sur son témoignage concernant les plans d'Adam et réalise qu'elle est de nouveau influencée par Adam. Chelsea se rend compte en même temps qu'elle a toujours des sentiments pour Adam, ce qui déplaît a Chloe qui le lui fait savoir. Chelsea se rend tout de même chez Adam malgré les conseils de Chloe de l'éviter, ce qui cause une dispute entre les deux femmes. Chelsea n'est toujours pas sur d'accorder son pardon a Adam. Bien plus tard, elle apprend qu'Adam a été interné en hôpital psychiatrique sous décision de Victor, Sharon ainsi que l'état du Wisconsin. Lorsqu'elle croise Sharon, Chelsea la confronte a propos de ce qu'elle a fait contre Adam. Finalement, ce dernier réussit a sortir de psychiatrie 72 heures plus tard et retrouve sa fiancée qui accepte de se remettre avec lui et de rejoindre Connor ensemble. Juste avant, Adam souhaite régler quelques détails avec Victor et le retrouve en compagnie de Victoria chez Newman. Il leur dit qu’il prévoit de quitter la ville le soir même et qu’il compte bien renoncer a ses parts d’héritage a la condition que Connor les hérite a sa place. Lorsqu’il revient, il surprend Chelsea allongée dans le sol de l’escalier et appelle les secours. Il apprend un peu plus tard via le médecin traitant de Chelsea que sa chute n’est pas liée qu’a un simple maux de tête mais a un anévrisme et que c’est sûrement liée a sa chute chez Chancellor Communications. Adam décide de décaler leur départ et de rester en ville pour traiter la maladie de Chelsea.

- Peu après les fêtes de Noël, Adam et Chelsea reviennent en ville après avoir passé les fêtes hors de Genoa avec Connor pour l’opération de Chelsea qui approche. Les amoureux prévoient ensuite de quitter définitivement la ville. Mais la veille de son opération, Chelsea ressent des fortes maux de têtes qui la poussent a appeler les urgences puis perd très vite connaissance. Lorsqu'Adam rentre, il trouve sa fiancée allongé par terre, inconsciente. Les secours arrivent en même temps et emmènent Chelsea a l’hôpital (épisode diffusée le 11 juillet 2023 sur TF1). Sous l'incompréhension d'Adam, Elena lui explique que Chelsea a fait un AVC a cause de son anévrisme qui n’a pas pu être traitée plus tôt, qu’elle est paralysée du côté droit de son corps et qu’elle a perdu l’usage de la parole. Adam est anéanti et tente de venir en aide a sa fiancée, en vain. Ne trouvant aucune issue pour Chelsea, Adam fait appel a son père pour lui venir en aide. Victor revient de Londres et accepte de venir en aide a son fils en faisant appel aux plus grands spécialistes du pays. Il lui apporte des conseils et du soutien dans cette épreuve. Dans la foulée de la conversation, il apprend a Adam que des améliorations sont en cours concernant Chelsea bien qu’elle reste paralysée du côté droit et que Chelsea a désormais le droit aux visites. Adam s’empresse de se rendre à l’hôpital et remercie son père pour son intervention. Il fait sortir Chelsea de l’hôpital et la ramène chez eux, contre l’avis de Nate.

- Au retour de Chelsea au penthouse, Adam engage une équipe médicale autour de sa fiancée, dont le docteur Lena Cavett pour la rééducation de Chelsea. Un jour, Adam et Chelsea reçoivent la visite de Sharon, a qui ca déplait a Chelsea. Sharon comprend que Chelsea ne supporte pas sa présence et s'en va. Elle commence a s'imaginer une romance entre Adam et Sharon et émet un cri de rage. Adam entend le cri de Chelsea et tente de comprendre ce qu'elle essaye de lui dire mais n'y parvient pas. Adam a du mal a comprendre et fait appel au docteur Cavett, qui lui explique que le manque de motricité de Chelsea a atteint les deux côtés de son corps pour une raison psychologique et lui recommande de faire appel a un psychologue. Adam sollicite Sharon a qu'il propose de rejoindre l'équipe médicale de Chelsea et de devenir sa psychiatre. Sharon accepte après mûre réflexion. Elle tente une approche douce auprès de Chelsea mais Adam souhaite qu'elle soit plus agressive. Sharon tente mais sans succès final. De son côté, Chelsea retrouve petit à petit sa motricité gauche mais cache ses progrès a Adam, pensant qu'il l'a trompe avec Sharon.

- Un jour, Adam reçoit la visite surprise de Victor, Rey et quelques jours plus tard Nick. Tous lui font des remontrances et Chelsea comprend rapidement que c'est lié a Sharon. Elle tente d'en savoir plus, sans succès. Avec le peu de mobilité qu'elle a sur le côté gauche de son corps, elle réussit a atteindre son téléphone et tombe sur une photo d'Adam et Sharon en train de s'embrasser (voir Adam Newman ou Sharon Newman). Stupéfaite, elle jure se venger d'Adam. Les jours suivants, la mobilité de Chelsea s'améliore davantage mais elle ne montre rien face a Adam, ce dernier lui ayant brisé le cœur. Un jour ou Chloe lui rend visite, Chelsea lui fait comprendre qu'elle va mal a cause d'Adam. Elle réussit a écrire le nom de Sharon dans le portable de Chloe, qui comprend que le mal-être de Chelsea est liée a Adam et Sharon. Comme tout Genoa, Chloe tombe sur la photo. Début mars 2021, Chelsea qui progresse de plus en plus, retrouve l'usage de la parole et de son corps (épisodes diffusées en septembre 2023 sur TF1). Elle annonce la nouvelle uniquement a Chloe, refuse d'en informer Adam et soumet a sa meilleure amie un plan de vengeance contre son fiancé.

### Complot pour piéger Adam
- À la suite de la déloyauté d'Adam envers Chelsea, cette dernière envisage de se venger de lui. Officiellement paralysée mais officieusement guérie depuis peu, elle ne souhaite communiquer sa guérison a Adam et communique la nouvelle uniquement a Chloe en lui soumettant un plan de vengeance contre son fiancé. Tout d'abord, Chelsea s'empare de la tablette d'Adam et envoie une déclaration d'amour Sharon en se faisant passer pour lui sauf que celle-ci ne répond pas. Un soir, Adam aperçoit sur son téléphone que des messages ont été échangées entre lui et Sharon et se pose des questions puisqu'il n'est pas l'auteur des messages. Il comprend que les messages ont été envoyées depuis sa tablette puisque la messagerie et synchronisée avec son téléphone et suspecte rapidement Chloe, venant régulièrement voir Chelsea et haïssant Adam puis Chelsea, possiblement guérie selon son point de vue. Pour confirmer ses doutes, Adam contacte le docteur Cavett pour vérifier si l'état de Chelsea s'est amélioré mais elle confirme que rien n'a changé. Adam écarte Chelsea de l'équation et revient sur Chloe qu'il convoque, l'accusant de s'être fait passer pour lui auprès de Sharon. Chloe nie les accusations d'Adam puis se sert de ça pour retourner la situation a son avantage, rappelant le mal qu'il a fait et qu'il continue a faire a Chelsea en mentionnant le baiser d'Adam et Sharon et qu'il aurait très bien pu envoyer les messages lui-même. Adam s'excuse auprès de Chelsea concernant sa faute avec Sharon puis s'en va dans le but de comprendre ce qu'il se passe autour de lui. Juste après, il reçoit la visite de Rey avec un mandat de perquisition. Adam s'interroge a propos de sa visite puis apprend que Rey avait été admis a l'hôpital quelques jours plus tôt suite a un empoisonnement au thallium. En faisant le lien avec l'accident de Rey et les mystérieux messages, Adam comprend que Rey le suspecte et prend la fuite.

- Après qu'Adam se soit enfui, Chelsea jubile de son départ et révèle a Chloe les véritables raisons de son plan : en réalité, c'est elle qui est responsable de l'empoisonnement de Rey en se procurant du thallium et en s'arrangeant pour que toutes les preuves remontent jusqu'à Adam, y compris les objets de valeur volées chez Sharon (voir Sharon Newman). Chloe réalise qu'elle est mêlée a une tentative de meurtre et se met a paniquer, pensant que tout pourrait remonter contre elles et qu'Adam pourrait vouloir se venger s'il connait la vérité mais Chelsea reste sereine, pour elle, Adam a quitté le pays. Chelsea et Chloe s'arrangent pour que Meredith, l'infirmière de Chelsea, démissionne afin que Chloe prenne sa place. Un jour, Chelsea reçoit la visite soudaine de Sharon qui lui avoue savoir ou se cache Adam, qu'elle l'a vu et qu'elle le croit innocent. Chelsea réalise que Adam la soupçonne, qu'il a envoyé Sharon au penthouse pour l'interroger et souhaite la suivre après son départ pour savoir ou se cache Adam mais Chloe la dissuade d'agir de son propre chef maintenant, dévoilant sa guérison soudaine et la rendant suspecte aux yeux de la police. Chloe soumet plutôt l'idée a Chelsea de tendre un piège a Adam avant qu'il ne puisse les piéger. Juste après, elles reçoivent la visite de Nick qui s'excuse auprès de Chelsea pour ce qu'Adam lui a fait subir. Il s'interroge sur ce qu'il devrait faire a la suite de l'acte héroïque d'Adam envers Faith (voir Faith Newman, Adam Newman ou Sharon Newman). Chelsea comprend que Nick est tiraillé concernant son frère, que la police n'a aucune piste concernant Adam refuse dans sa tête de le voir s'en tirer une nouvelle fois et communique verbalement a Nick en lui disant deux mots : « Sharon sait... », trahissant son mensonge (épisode diffusée le 23 octobre 2023 sur TF1).

- Nick comprend que Chelsea a retrouvé l'usage de la parole et tente de la faire parler a nouveau. Chloe préconise l'idée de s'arrêter là, prétextant qu'elle a retrouvée la parole depuis peu et que trop d'efforts serait dangereux. Pour en savoir plus, il appelle Nate pour qu'elle puisse examiner Chelsea. Nate juge qu'elle a bien retrouvée l'usage de la parole et la félicite. Chelsea demande ensuite a parler a Rey. Toujours a la recherche d'Adam, celui-ci l'interroge ensuite a propos de son fiancé et apprend que Chelsea le croit également coupable. Elle explique que lorsque Chloe lui a montré la photo du baiser d'Adam et Sharon, Chelsea a été anéantie de la trahison d'Adam envers elle et est depuis persuadée qu'Adam ferait tout pour récupérer Sharon, quitte même a empoisonner Rey. Chelsea est satisfaite d'avoir convaincue Rey auprès de Chloe mais reçoit la visite surprise de Victor, qui a découvert lui aussi qu'elle a retrouvée l'usage de la parole. Victor lui demande d'arrêter sa comédie et d'avouer que c'est elle qui a empoisonnée Rey pour pouvoir punir Adam, se servant de l'animosité qu'il y'a entre les deux hommes concernant Sharon. Chelsea trouve que Victor exagère et reste sur sa position : c'est Adam le coupable. Mais Victor ne croit pas a son numéro et la met en garde sérieusement. Chelsea informe a Chloe que Victor est au courant de leur supercherie et qu'il l'a menacée. Chloe se met a paniquer et conseille a Chelsea de ne pas prendre à la légère les menaces de Victor. Se sentant acculée, Chloe décide de s'en aller retrouver sa famille et conseille a Chelsea de trouver un autre médecin.

- Les jours passent et Chelsea progresse de mieux en mieux. Néanmoins, elle reste anxieuse par rapport a la disparition d'Adam et au fait que Chloe l'a laissée tomber. Un jour, Rey rend visite a Chelsea et toujours à la recherche d'Adam, lui soumet une idée pour le faire revenir : faire revenir Connor en ville. Chelsea refuse d'utiliser son fils comme appât pour arrêter Adam, raison pour laquelle il serait traumatisé. Rey s'excuse et explique que son obsession a arrêter Adam le pousserait a commettre de mauvaises choses. Chelsea dit le comprendre et dit qu'il n'est pas comme les autres, dans le sens ou il n'est pas un hors-la-loi.

- Chelsea finit par trouver un accord avec Victor: elle avoue avoir empoisonnée Ray devant Paul, Michael, Victor et Ray lui- même, tous cela en présence d’un psychologue complice de Victor qui déclare que Chelsea est folle. De ce fait Adam et innocenté et Chelsea est interné ce qui lui évite la prison.

### Johnny apprend la vérité sur ses origines
- Après sa séparation avec Adam, Chelsea se rapproche amicalement de Rey début 2022. Malheureusement, celui-ci meurt quelques mois plus tard dans un accident de voiture à la suite d'une crise cardiaque ce qui dévaste Chelsea. Peu de temps après, elle se rapproche de William et assiste a quelques podcasts avec lui. Un jour, elle lui suggère de voir plus souvent Johnny quitte même à ce qu’il apprenne que c’est sa mère biologique jugeant que Johnny est devenu assez grand pour comprendre ce qui étonne William et Victoria au départ. Johnny revient de vacances en septembre, au même moment, Chelsea continue à insister pour que William et Victoria révèlent la vérité à Johnny sur ses origines. Ils finissent par accepter et le 26 septembre 2022, Johnny découvre avec stupéfaction que Chelsea est sa mère biologique et non Victoria (cet épisode est prévue à la diffusion en France pour le printemps 2025 sur TF1).